# Chiretolpis keensis
Chiretolpis keensis är en fjärilsart som beskrevs av Embrik Strand 1922. Chiretolpis keensis ingår i släktet Chiretolpis och familjen björnspinnare. Inga underarter finns listade i Catalogue of Life.